# Twin Peaks säsong 3
Twin Peaks säsong 3, även känd som Twin Peaks: The Return, är den tredje delen av TV-serien Twin Peaks, vars två första säsonger ursprungligen sändes 1990–1991. Säsong 3 sändes från 21 maj till 3 september 2017 genom TV-bolaget Showtime. I Sverige ägdes sändningsrättigheterna av HBO Nordic.
Handlingen utspelar sig på flera platser – främst i Twin Peaks, Buckhorn i South Dakota och i Las Vegas, men även i Philadelphia, New Mexico, New York, Buenos Aires, Texas  och i "The Black Lodge".

## Handling

### Inledning
25 år efter att den andra säsongen avslutats sitter Agent Cooper fortfarande fast i "The Black Lodge". Där får han kryptiska råd och ledtrådar från Laura Palmers ande, den enarmade mannen MIKE samt Mannen från En Annan Plats, som har antagit formen av ett talande träd. Ute i den verkliga världen härjar Coopers onde dubbelgångare - kontrollerad av demonen BOB - och verkar som gangsterboss involverad i olika kriminella aktiviteter. Några av hans underlydande kallar honom för "Mr C". Onde Cooper tycks dock vara medveten om att han efter 25 år kommer att tvingas tillbaka till "The Black Lodge" för att åter byta plats med den gode Cooper, men har vidtagit åtgärder för att förhindra att så sker.
I "The Black Lodge" börjar märkliga saker att hända, dess struktur rubbas i sina grundvalar och invånarna "tas över" av sina onda dubbelgångare - och plötsligt kan Agent Cooper ta sig ut. Det lyckas dock inte helt - Agent Cooper lämnar The Black Lodge och färdas genom olika dimensioner och platser och har en rad märkliga upplevelser, innan han till slut återinträder i den verkliga världen via ett eluttag i ett hus i Las Vegas. Något har dock gått fel och Cooper har, istället för att byta plats med den onde dubbelgångaren, bytt plats med den anonyme försäkringstjänstemannen Douglas "Dougie" Jones - som visar sig vara en slags "Tulpa" skapad av den onde Cooper i syfte att förhindra att denne själv dras tillbaka till "The Black Lodge" när den gode Cooper släpps ut. I samma ögonblick drabbas den onde Cooper av någon slags blackout samtidigt som han kör bil, varpå han kraschar våldsamt och grips sedan av polis.
Dougie Jones förflyttas till "The Black Lodge" där hans kropp förstörs. Den gode Cooper är tillbaka i den verkliga världen men är inte riktigt vid medvetande och kan sägas ha fastnat i ett närmast katatoniskt tillstånd. Han har svårt att tala och kommunicera med omvärlden, och det faktum att hans omgivning tror att han är Dougie Jones leder till att han hamnar i en rad märkliga - och ibland komiska - situationer när han plötsligt hamnat mitt i en helt annan persons relativt komplicerade vardagsliv. Dougie Jones har dragit på sig stora spelskulder, samtidigt som han visar sig vara gift och ha en son.
På polisstationen i Twin Peaks får Vicesheriff Hawk ett telefonsamtal från The Log Lady, som ger honom en kryptisk ledtråd angående Agent Cooper - som försvann spårlöst från Twin Peaks 25 år tidigare. Personalen på polisstationen - Hawk, Vicesheriff Andy Brennan, receptionisten Lucy och stationschefen Frank Truman (bror till en sjukfrånvarande Harry Truman) påbörjar en ny utredning angående Agent Coopers försvinnande. I detta arbete deltar också Bobby Briggs, som numera jobbar som polis.
Krogen "Roadhouse" i Twin Peaks finns fortfarande kvar, och flera äldre och yngre invånare går dit på kvällarna för att lyssna på livemusik, dansa och dricka. Bland bekanta ansikten från säsong 1 och 2 skymtar bl.a. Shelly Johnson, James Hurley och Audrey Horne. Bland nytillkomna yngre gäster återfinns t.ex. Richard Horne, son till Audrey.
I den lilla orten Buckhorn i South Dakota påträffas liket efter en oidentifierad man i femtioårsåldern. Kroppen saknar dock huvud, och i dess ställe återfinns huvudet efter en bibliotekarie som rapporterats saknad. Kort därefter grips Bill Hastings, rektor på den lokala High School, som huvudmisstänkt för mordet. Kort därpå mördas Hastings fru av den onde Cooper.
I Las Vegas fortsätter den gode Cooper, som Dougie Jones, att försöka anpassa sig till ett normalt liv - men det går sådär. Han har uppenbarligen inte till fullo inträtt i den verkliga världen, och har fortsatt stora svårigheter att praktiskt förstå hur omvärlden fungerar. Ibland visar han dock tendenser till att flyktigt minnas vem han egentligen är, som t.ex. när han dricker kaffe eller när han ser något som påminner honom om hans gamla jobb som FBI-agent. 
Samtidigt står han fortfarande i kontakt med "The Black Lodge" och kan emellanåt skymta de röda draperierna. Detta visar sig ibland vara praktiskt, då han i svåra och utmanande situationer - som t.ex. när den onde Cooper beställt ett mord på honom och hans hustru - lyckas lösa situationen med hjälp av den enarmade mannen MIKE och Mannen från En Annan Plats. Han kommer också slumpartat över stora summor pengar, samt blir god vän med två maffiabröder som först planerat att mörda honom. På sitt jobb på ett stort försäkringsbolag lyckas han, trots att han nästan inte kan kommunicera alls, avslöja en större bedrägerihärva. Den enarmade mannen har dock upplyst honom att den gode och onde Cooper inte kan existera ute i den verkliga världen samtidigt och att situationen på sikt är ohållbar - en av dem måste dö.

### Agent Cooper återinträder
I Philadelphia får Deputy Director Gordon Cole ett samtal från Pentagon som upplyser om att Agent Cooper har hittats och sitter i fängelse i South Dakota efter att ha gripits efter en bilkrasch. Cole och FBI-agenterna Albert Rosenfield och Tamara Preston beger sig dit för att själva förhöra Cooper, men inser - föranlett av dennes stoiska och forcerade beteende - att det inte rör sig om samma person. De bestämmer sig för att ta hjälp av en av de personer som troligen känner Cooper bäst - hans gamla sekreterare Diane.
I samband med att Agent Cooper återinträdde i den verkliga världen hade han kvar nyckeln till sitt hotellrum på The Great Northern i Twin Peaks i kavajfickan. Han tappar nyckeln men den upphittas, läggs i en brevlåda och anländer så småningom till Benjamin Horne på The Great Northern, som i sin tur överlämnar den till Sheriff Truman som ett tecken på att Agent Cooper fortfarande kan vara vid liv.
Samtidigt i South Dakota träffar Diane den onde Cooper i fängelset och blir även hon övertygad om att det inte är den riktige Cooper.  Kort därefter rymmer onde Cooper från fängelset.
Övriga FBI-teamet undersöker också den mystiska kropp utan huvud som hittats, och fingeravtrycken visar sig matcha med den sedan länge avlidne Major Garland Briggs från Twin Peaks. Det visar sig också att detta var långt ifrån den första kropp som hittats med samma fingeravtryck.

### Laura Palmer
Ungefär halvvägs in i den tredje säsongen, i avsnitt 8, visas ett relativt fristående avsnitt som utgår från USA:s första provsprängning av en atombomb i New Mexico och dess oanade konsekvenser för världen. I samband med kärnexplosionen frigörs en ondskefull urkraft i form av ett obestämbart väsen, JUDY, som tar sig in i vår värld och därefter skapar demongestalten BOB. När invånare i "The White Lodge", däribland "Jätten" från säsong 2, upptäcker detta hot mot mänskligheten bemöter de detta genom att skapa en god motkraft i form av Laura Palmer, och skickar henne till jorden.
I Twin Peaks hittas delar av Laura Palmers hemliga dagbok gömda på polisstationen. De antyder att Laura Palmer drömde att den gode Agent Cooper fastnat i "The Black Lodge". Vid ett besök i Bobby Briggs föräldrahem visar det sig också att hans far Major Briggs lämnat kvar ytterligare ledtrådar. De leder till en plats ute i skogen, där personal från polisstationen har bisarra upplevelser och påträffar en oidentifierad, naken och blind kvinna som de tar hand om.
Audrey Horne tycks leva i ett olyckligt och i det närmaste bisarrt äktenskap med ständiga gräl samt har en dålig alt. ingen relation alls med sin son - eller så befinner hon sig i någon slags alternativ verklighet.
Dr. Lawrence Jacoby har fått sin psykologlicens indragen och har istället börjat sända webcasts där han under aliaset "Dr. Amp" spekulerar och debatterar kring diverse konspirationsteorier, missförhållanden och orättvisor i samhället. Bland hans publik återfinns Jerry Horne, som blivit narkoman och tillbringar en stor del av sin tid med att vandra omkring ute i skogen, och Nadine Hurley. Efter att ha lyssnat på "Dr. Amp" och även av en slump träffat Dr. Jacoby bestämmer sig Nadine för att skilja sig från sin man, "Big" Ed Hurley. Denne kan sedan fria till sin ungdomskärlek Norma Jennings, som blivit förmögen genom att starta en franchisekedja, "Norma's" med den ursprungliga "Double R Diner" i Twin Peaks som förebild. I samband med Eds frieri bestämmer sig Norma för att sälja av rättigheterna till sin restaurangkedja.
James Hurley jobbar numera på hotellet The Great Northern, där hans kollega Freddie bär en konstig handske som han har fått i samband med att han haft en märklig dröm om att han träffade en jätte. Handsken skall ge den som bär den närmast övermänsklig styrka.
Sarah Palmer bor kvar i samma hus som för 25 år sedan, men lever ett ensamt liv där hon mest sitter och tittar på TV samtidigt som hon dricker stora mängder alkohol. Hon förefaller vara under influens av någon slags mörk ondska.

### Cooper vaknar upp
I Las Vegas hör den gode Cooper namnet "Gordon Cole" nämnas på TV, och han börjar bli medveten om vem han egentligen är. Han väljer då att utsätta sig för en elektrisk stöt genom att stoppa en gaffel i ett eluttag, varpå han hamnar i koma. När han sedan vaknar upp är han vid fullt medvetande, och beger sig omedelbart mot Twin Peaks.
Samtidigt har FBI-agenterna upptäckt att den Diane som följt med dem och deltagit i utredningsarbetet egentligen är en slags "Tulpa", samt att en man vid namn Dougie Jones är en nyckelperson i utredningen. Gordon Cole berättar också att de "Blue Rose"-fall som han jobbat med under många år till stor del handlat om just fenomenet med dubbelgångare, samt att han tror att den onda entiteten JUDY är upphov till detta.
På Twin Peaks polisstation får Sheriff Truman besök av den onde Cooper. Under mötets gång får Sheriff Truman plötsligt ett telefonsamtal från den gode Cooper, varpå den onde Cooper inser att han är avslöjad och försöker skjuta Truman. Dock så hinner Lucy emellan och skjuter istället onde Cooper samtidigt som gode Cooper och FBI och en del andra anländer till polisstationen. Från den skjutne onde Coopers kropp framträder demonen BOBs ansikte i form av ett slags svävande klot. James Hurleys kompis Freddie använder då sin speciella styrke-handske för att med en serie hårda slag förstöra klotet, varpå BOB därmed är krossad och besegrad för alltid.
Den nakna blinda kvinna som polisen i Twin Peaks hittade ute i skogen transformeras och visar sig vara den verkliga Diane. Agent Cooper har samtidigt också bett MIKE att skapa en "Tulpa" av honom själv, som sedan sänds till Dougie Jones familj i Las Vegas för att leva med dem permanent.
Onde Cooper förflyttas till The Black Lodge där hans kropp förstörs. Med Diane räddad tillbaka till den verkliga världen, Dougie Jones återskapad och hans familjeliv ordnat och inte minst med demonen BOB tillintetgjord tar Agent Cooper itu med nästa stora uppgift; att försöka förhindra mordet på Laura Palmer.
Genom att använda nyckeln till sitt gamla rum på The Great Northern, och med assistans av FBI-agenten Philip Jeffries - som antagit formen av någon slags maskin/apparat - lyckas Agent Cooper resa tillbaka i tiden, till natten då mordet på Laura Palmer ägde rum. Cooper lyckas stoppa mordet, men sedan går något fel.
Plötsligt befinner sig Agent Cooper och Diane i vad som kan vara en alternativ verklighet, eller en slags avvikelse från den ursprungliga tidslinjen. De färdas i bil på en motorväg när de plötsligt korsar en gräns i form av något slags elektriskt fält. De tar sedan in på ett motell, men morgonen efter vaknar Cooper ensam. Han reser vidare till Texas och söker upp en kvinna vid namn Carrie Page. Hon är utseendemässigt identiskt lik Laura Palmer, men säger sig inte veta något om vem detta är. Cooper tar henne till Twin Peaks och familjen Palmers hus, men det är helt främmande och okända människor som nu bor i huset och de säger sig inte känna till någon familjen Palmer. Plötsligt tycker sig Carrie/Laura höra sin mamma ropa hennes namn, och hon skriker av ångest och skräck. Det förefaller som att, även om tidslinjen brutits, ondskan som drabbade Laura Palmer kvarstår i Twin Peaks och att de tragiska händelserna i det förflutna fortfarande har ägt rum.

## Rollista i urval
- Kyle MacLachlan:
  - Special Agent Dale Cooper
  - Coopers dubbelgångare ("Mr. C")
  - Douglas "Dougie" Jones

Twin Peaks

- Jay Aaseng – Drunk
- Mädchen Amick – Shelly Briggs
- Dana Ashbrook – Deputy Sheriff Bobby Briggs
- Phoebe Augustine – Ronette Pulaski
- Richard Beymer – Benjamin Horne
- Gia Carides – Hannah
- Vincent Castellanos – Federico
- Michael Cera – Wally "Brando" Brennan
- Joan Chen – Josie Packard[a]
- Candy Clark – Doris Truman
- Scott Coffey – Trick
- Catherine Coulson[b] – Margaret Lanterman (The Log Lady)
- Grace Victoria Cox – Charlotte
- Jan D'Arcy – Sylvia Horne
- Eric Da Re – Leo Johnson[a]
- Ana de la Reguera – Natalie
- Hugh Dillon – Tom Paige
- Eamon Farren – Richard Horne
- Sherilyn Fenn – Audrey Horne
- Sky Ferreira – Ella
- Robert Forster – Sheriff Frank Truman
- Mark Frost – Cyril Pons
- Warren Frost[b] – Dr. Will Hayward
- Balthazar Getty – Red
- Harry Goaz – Deputy Sheriff Andy Brennan
- Grant Goodeve – Walter Lawford
- Andrea Hays – Heidi
- Gary Hershberger – Mike Nelson
- Michael Horse – Deputy Chief Tommy "Hawk" Hill
- Caleb Landry Jones – Steven Burnett
- Ashley Judd – Beverly Paige
- David Patrick Kelly – Jerry Horne
- Piper Laurie – Catherine Martell[a]
- Jane Levy – Elizabeth
- Peggy Lipton – Norma Jennings
- Sarah Jean Long – Miriam Sullivan
- Riley Lynch – Bing
- James Marshall – James Hurley
- Everett McGill – Ed Hurley
- Clark Middleton – Charlie
- Moby – Musician
- Jack Nance[b] – Pete Martell[a]
- Walter Olkewicz – Jacques Renault och Jean-Michel Renault
- John Pirruccello – Deputy Sheriff Chad Broxford
- Mary Reber – Alice Tremond
- Kimmy Robertson – Lucy Brennan
- Wendy Robie – Nadine Hurley
- Eric Rondell – Johnny Horne
- Marvin "Marv" Rosand[b] – Toad
- Rod Rowland – Chuck
- Amanda Seyfried – Rebecca "Becky" Burnett
- Harry Dean Stanton – Carl Rodd
- JR Starr – MC
- Charlotte Stewart – Betty Briggs
- Jessica Szohr – Renee
- Russ Tamblyn – Dr. Lawrence Jacoby
- Jodi Thelen – Maggie
- Lauren Tewes – Gerstens granne
- Jake Wardle – Freddie Sykes
- Alicia Witt – Gersten Hayward
- Karolina Wydra – Chloe
- Charlyne Yi – Ruby
- Grace Zabriskie – Sarah Palmer

Myndigheter

- Chrysta Bell – FBI Agent Tammy Preston
- Richard Chamberlain – Bill Kennedy
- Laura Dern – Diane Evans
- David Duchovny – FBI Chief of Staff Denise Bryson
- Jay R. Ferguson – Special Agent Randall Headley
- Miguel Ferrer[b] – FBI Agent Albert Rosenfield
- Ernie Hudson – Colonel Davis
- David Lynch – FBI Deputy Director Gordon Cole
- Adele René – Lieutenant Cynthia Knox
- Owain Rhys-Davies – Agent Wilson

Las Vegas

- Alon Aboutboul – Head Mover
- Joe Adler – Roger
- Tammie Baird – Lorraine
- Jim Belushi – Bradley Mitchum
- John Billingsley – Doctor Ben
- Ronnie Gene Blevins – Tommy
- Wes Brown – Darren
- Juan Carlos Cantu – Officer Reynaldo
- Larry Clarke – Detective T. Fusco
- Jonny Coyne – Polish Accountant
- Giselle Damier – Sandie
- David Dastmalchian – Pit Boss Warrick
- Jeremy Davies – Jimmy
- Eric Edelstein – Detective "Smiley" Fusco
- John Ennis – Slot Machine Man
- Josh Fadem – Phil Bisby
- Rebecca Field – Another Mom
- Patrick Fischler – Duncan Todd
- Meg Foster – Cashier
- Pierce Gagnon – Sonny Jim Jones
- Hailey Gates – Drugged-out Mother
- Brett Gelman – Supervisor Burns
- Ivy George – 5-Year-Old Girl
- Robert Knepper – Rodney Mitchum
- David Koechner – Detective D. Fusco
- Jay Larson – Limo Driver
- Andrea Leal – Mandie
- Bellina Logan – Female Doctor[c]
- Josh McDermitt – Wise Guy
- Don Murray – Bushnell Mullins
- Sara Paxton – Candy Shaker
- Linda Porter – Lady Slot-Addict
- Elena Satine – Rhonda
- John Savage – Detective Clark
- Amy Shiels – Candie
- Tom Sizemore – Anthony Sinclair
- Bob Stephenson – Frank
- Ethan Suplee – Bill Shaker
- Sabrina S. Sutherland – Floor Attendant Jackie
- Naomi Watts – Janey-E Jones
- Nafessa Williams – Jade
- Christophe Zajac-Denek – Ike "The Spike" Stadtler

South Dakota

- Jane Adams – Constance Talbot
- Brent Briscoe – Detective Dave Macklay
- Bailey Chase – Detective Don Harrison
- Neil Dickson – George Bautzer
- George Griffith – Ray Monroe
- Cornelia Guest – Phyllis Hastings
- Nicole LaLiberte – Darya
- Jennifer Jason Leigh – Chantal Hutchens
- Matthew Lillard – William Hastings
- Karl Makinen – Inspector Randy Hollister
- Bérénice Marlohe – French Woman
- James Morrison – Warden Dwight Murphy
- Christopher Murray – Officer Olson
- Max Perlich – Hank
- Tim Roth – Gary "Hutch" Hutchens
- Mary Stofle – Ruth Davenport

Övernaturliga

- Phoebe Augustine – American Girl
- Monica Bellucci – sig själv
- David Bowie[b] – Phillip Jeffries[a]
  - Nathan Frizzell – the voice of Phillip Jeffries
- Robert Broski – Woodsman
- Don S. Davis[b] – Major Garland Briggs[a]
- Erica Eynon – Experiment
- Sheryl Lee – Laura Palmer
- Joy Nash – Señorita Dido
- Carlton Lee Russell – the Jumping Man
- Frank Silva[b] – Killer BOB[a]
- Malachy Sreenan – Bosomy Lady
- Al Strobel – MIKE
- Carel Struycken – ???????/The Fireman[d]
- Ray Wise – Leland Palmer
- Nae Yuuki – Naido